# Victoria Lines

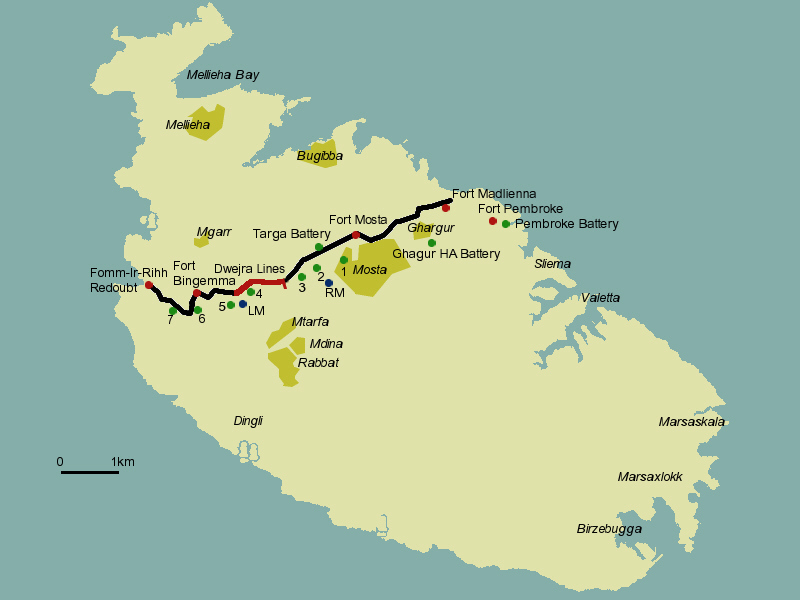
Verlauf der Mauer

Die Victoria Lines sind eine etwa 10,25 Kilometer lange Befestigungsanlage auf Malta. Sie gehören seit 1998 zum UNESCO-Weltkulturerbe.

## Geschichte und Verlauf

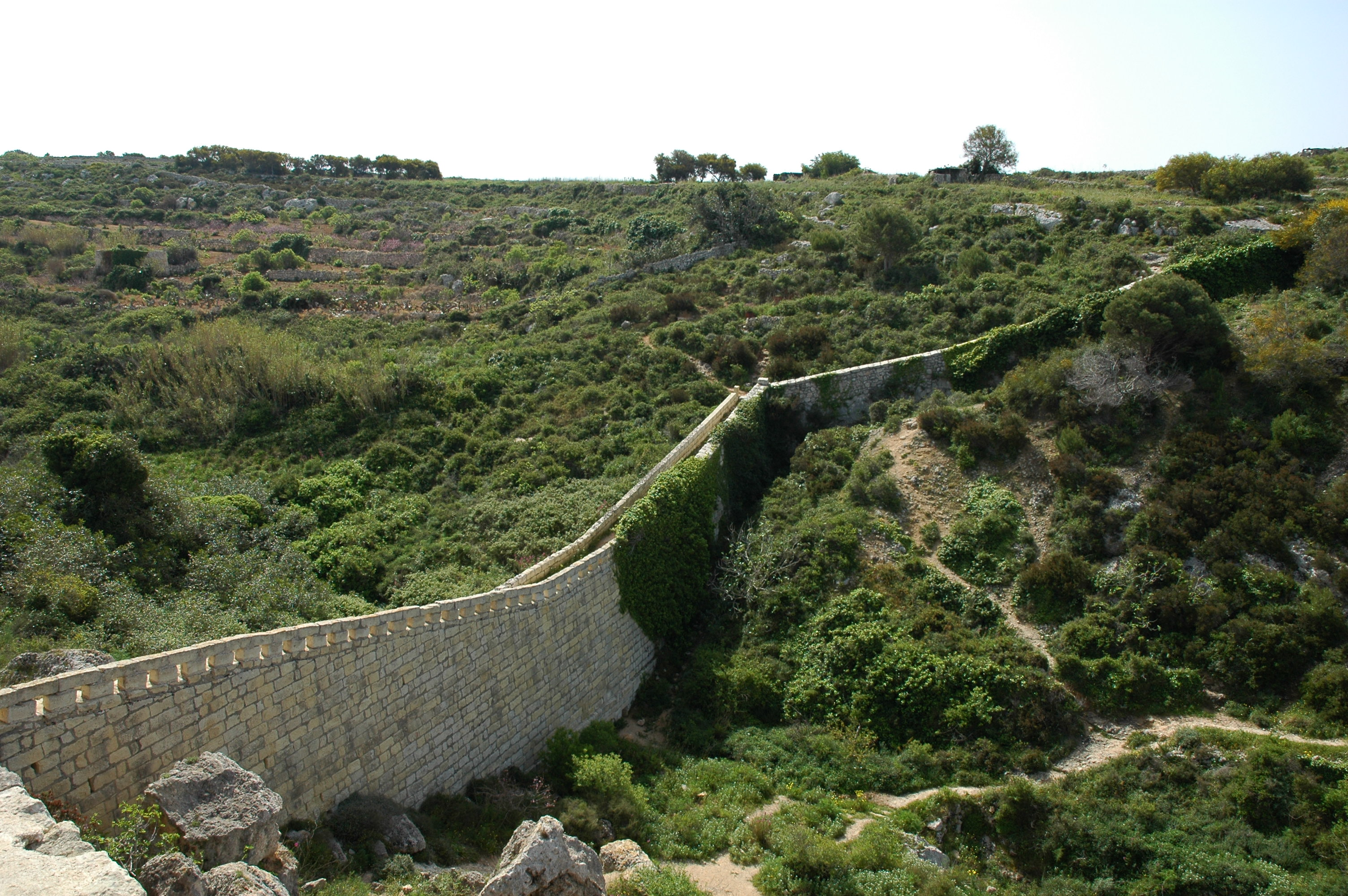
Victoria Lines in der Nähe von Mġarr

Von Fomm-ir Rih nach Fort Madliena verläuft quer durch die Mittelmeerinsel eine kleine geologische Verwerfung. Der seit 1530 auf dem Archipel herrschende Malteserorden errichtete um 1722 entlang dieser Linie einige Spähtürme und Schutzräume für Soldaten.
Als die Engländer Malta im Jahre 1800 besetzten, gerieten diese Anlagen zunächst in Vergessenheit. In der zweiten Hälfte des 19. Jahrhunderts begannen die Engländer dann mit dem Bau großangelegter Verteidigungsanlagen.
Nachdem zunächst 1875 drei Forts entlang des Verwerfungskammes gebaut worden waren, begann man später diese mit einer Mauer zu verbinden, die 1890  vollendet wurde. Danach wurde die Mauer noch um Geschützbatterien und Unterkünfte erweitert und ein viertes Fort gebaut. Im Jahre 1897 waren diese Arbeiten vollendet und das Bollwerk wurde zu Ehren Königin Victorias, die damals ihr 60-jähriges Thronjubiläum feierte, Victoria Lines genannt.
Die Mauer war als Schutzwall gegen feindliche Übergriffe gedacht, konnte sich jedoch nie profilieren, da durch die britische Marineüberlegenheit niemals eine ernsthafte Angriffsgefahr bestand.
Ab 1907 verlor sie vollends ihre Bedeutung. Die Victoria Lines zerfielen mit der Zeit. Am 27. August 1998 wurden sie – vorerst provisorisch – in die Liste des UNESCO-Weltkulturerbes aufgenommen.

## Tourismus
Die Mehrzahl der Touristen und selbst viele Malteser wussten lange Zeit nicht, dass diese Mauer existiert. Wer es wusste, hielt das Bauwerk oftmals für eine Feldmauer, wie sie von Bauern als Abgrenzung ihrer Felder errichtet werden.
Erst durch mehrere Fernsehberichte in den 1990er-Jahren und die Maßnahmen der UNESCO wurde den meisten Menschen die historische Bedeutung der Lines klar. Seither wurde das Bollwerk vollständig freigelegt und zum Teil restauriert. An einigen Stellen ist es möglich, auf dem Kamm der Mauer spazieren zu gehen.
Besonders gut erhalten ist ein drei Kilometer langer Abschnitt zwischen Nadur und dem Falka Gap, der Dwejra Lines genannt wird.